# 太遜了I love you!
《太遜了I love you!》（日语：カッコ悪い I love you!）是AKB48子團體French Kiss的第3張單曲，由Avex Entertainment於2011年5月11日發行。

## 宣傳
單曲分為Type-A、Type-A初回生產限定盤、Type-B、Type-B初回生產限定盤、Type-C、Type-C初回生產限定盤和劇場盤，總共七個版本，其中《太遜了I love you!》收錄於所有版本；《忽然》收錄於Type-A的兩個版本；《是你的話沒有問題》收錄於Type-B的兩個版本；《世界之淚》收錄於Type-C的兩個版本和劇場盤，《太遜了I love you!》的音樂錄影帶收錄於Type-A的兩個版本；《是你的話沒有問題》的音樂錄影帶收錄於Type-B的兩個版本，所有初回生產限定盤均附有交易卡和攝影活動參加券，劇場盤則包含握手券。
5月11日，French Kiss在幕張展覽館舉辦單曲發售的紀念特別握手會，其後在109百貨大樓外牆展示了單曲封面的大型看版，亦有在音樂節目《MUSIC JAPAN》上宣傳單曲。
《是你的話沒有問題》的音樂下載收入將會撥捐東日本大震災的災民，同時是Seven Net Shopping的廣告歌，在音樂錄影帶客串的有馬拉松選手高橋尚子、職業拳擊手龜田大毅、搞笑藝人惠俊彰、高爾夫球手有村智惠、職業摔跤手大谷晉二郎、足球員柏木陽介、今野泰幸、前園真聖、競速滑冰選手清水宏保、排球員高橋美雪和手球員宮崎大輔。單曲的音樂錄影帶亦被官方上載至Youtube供大眾觀看。《太遜了I love you!》是動畫《SKET DANCE》的主題曲。

## 反應
單曲首週銷量達11.3萬張，取得Oricon週榜第2位，在AKB48的子團體單曲中銷量僅次於Not yet的《週末Not yet》，同時這也是French Kiss連續第三張單曲位列週榜5名以內。

## 歌曲列表
| Type-A   | Type-A                      | Type-A           | Type-A     | Type-A |
| 曲序     | 曲目                        | 词曲             | 編曲       | 时长   |
| -------- | --------------------------- | ---------------- | ---------- | ------ |
| 1.       | 太遜了I love you!           | 秋元康和黑須克彥 | 五十嵐淳一 | 4:05   |
| 2.       | 忽然                        | 秋元康和渡邊翔   | 五十嵐淳一 | 4:39   |
| 3.       | 太遜了I love you!（純音樂） | 秋元康和黑須克彥 | 五十嵐淳一 | 4:05   |
| 4.       | 忽然（純音樂）              | 秋元康和渡邊翔   | 五十嵐淳一 | 4:39   |
| 总时长： | 总时长：                    | 总时长：         | 总时长：   | 17:28  |

| Type-B   | Type-B                      | Type-B           | Type-B     | Type-B |
| 曲序     | 曲目                        | 词曲             | 編曲       | 时长   |
| -------- | --------------------------- | ---------------- | ---------- | ------ |
| 1.       | 太遜了I love you!           | 秋元康和黑須克彥 | 五十嵐淳一 | 4:05   |
| 2.       | 是你的話沒有問題            | 秋元康和川浦正大 | 酒井陽一   | 3:57   |
| 3.       | 太遜了I love you!（純音樂） | 秋元康和黑須克彥 | 五十嵐淳一 | 4:05   |
| 4.       | 是你的話沒有問題（純音樂）  | 秋元康和川浦正大 | 酒井陽一   | 3:57   |
| 总时长： | 总时长：                    | 总时长：         | 总时长：   | 16:04  |

| Type-C和劇場盤 | Type-C和劇場盤              | Type-C和劇場盤   | Type-C和劇場盤 | Type-C和劇場盤 |
| 曲序           | 曲目                        | 词曲             | 編曲           | 时长           |
| -------------- | --------------------------- | ---------------- | -------------- | -------------- |
| 1.             | 太遜了I love you!           | 秋元康和黑須克彥 | 五十嵐淳一     | 4:05           |
| 2.             | 世界之淚                    | 秋元康和早川曉雄 | 生田真心       | 4:13           |
| 3.             | 太遜了I love you!（純音樂） | 秋元康和黑須克彥 | 五十嵐淳一     | 4:05           |
| 4.             | 世界之淚（純音樂）          | 秋元康和早川曉雄 | 生田真心       | 4:13           |
| 总时长：       | 总时长：                    | 总时长：         | 总时长：       | 16:36          |

## 外部連結
- French Kiss（页面存档备份，存于）